# Liste des longs métrages des pays de l'Afrique subsaharienne proposés à l'Oscar du meilleur film international

## Soumissions
| Année      | Pays                             | Titre utilisé pour la nomination (titre français)   | Titre original              | Langue                     | Réalisateur(s)                            | Résultat  |
| ---------- | -------------------------------- | --------------------------------------------------- | --------------------------- | -------------------------- | ----------------------------------------- | --------- |
| 1977 (49e) | Côte d'Ivoire                    | Black and White in Color (La Victoire en chantant)  | Noirs et Blancs en couleur  | Français                   | Jean-Jacques Annaud                       | Lauréat   |
| 1981 (53e) | Cameroun                         | Our Daughter (Our Daughter)                         | Notre fille                 | Français                   | Daniel Kamwa                              | Non nommé |
| 1990 (62e) | Burkina Faso                     | Yaaba (Yaaba)                                       | Yaaba                       | Moré                       | Idrissa Ouedraogo                         | Non nommé |
| 1998 (70e) | République démocratique du Congo | Macadam Tribu (Macadam Tribu)                       | Macadam Tribu               | Français                   | Zeka Laplaine                             | Non nommé |
| 2002 (74e) | Tanzanie                         | Maangamizi : L'Ancien (Maangamizi: The Ancient One) | Maangamizi: The Ancient One | Swahili, anglais           | Martin Mhando (en) et Ron Mulvihill (en)  | Non nommé |
| 2003 (75e) | Tchad                            | Abouna (Abouna)                                     | Abouna                      | Arabe tchadien, français   | Mahamat Saleh Haroun                      | Non nommé |
| 2011 (83e) | Éthiopie                         | The Athlete (Atletu)                                | እትሌቱ (Atletu)               | Arabe tchadien             | Davey Frankel (en) et Rasselas Lakew (en) | Non nommé |
| 2013 (85e) | Kenya                            | Nairobi Half Life (Nairobi Half Life)               | Nairobi Half Life           | Swahili                    | David 'Tosh' Gitonga (en)                 | Non nommé |
| 2014 (86e) | Tchad                            | GriGris (Grigris)                                   | GriGris                     | Français, arabe            | Mahamat Saleh Haroun                      | Non nommé |
| 2015 (87e) | Éthiopie                         | Difret (Difret)                                     | Difret                      | Amharique                  | Zeresenay Berhane Mehari                  | Non nommé |
| 2015 (87e) | Mauritanie                       | Timbuktu (Timbuktu)                                 | Timbuktu                    | Bambara, songhaï, français | Abderrahmane Sissako                      | Nommé     |
| 2016 (88e) | Côte d'Ivoire                    | Run (Run)                                           | Run                         | Français                   | Philippe Lacôte                           | Non nommé |
| 2016 (88e) | Éthiopie                         | Lamb (Lamb)                                         | Lamb                        | Amharique                  | Yared Zeleke                              | Non nommé |